# Bryggergade
Bryggergade er en gade beliggende på Østerbro i København. Gaden har sit udløb fra Teglværksgade, men ender blindt.

## Bebyggelse
I gaden ligger Deborah Centret, et jødisk plejehjem beliggende på Bryggergade 1, der tilbyder boliger til ældre i København.